# Daria Semegen
Daria Semegen (Bamberga, 27 giugno 1946) è una compositrice statunitense di origini ucraine.

## Biografia
Nata nell'allora Germania Ovest, nel 1951, ancora bambina, Semegen emigra negli Stati Uniti. Studia musica alla Eastman School of Music e presso il Rochester Institute of Technology. Tra il 1968 e il 1969, dopo aver vinto la prestigioso premio Fullbright, si trasferisce in Polonia dove conosce Witold Lutosławski e partecipa alla vivace scena artistica di Varsavia e Cracovia. Al ritorno dalla Polonia viene ammessa a Yale, dove studia composizione sotto Bülent Arel. Dal 1971 è alla Columbia University dove collabora con Vladimir Ussachevsky e dove insegna musica elettronica fino al 1975.
Dal 1974 diventa professore associato alla State University of New York at Stony Brook, dove collabora con lo stesso Arel nell'organizzazione e nella stesura dei primi corsi di musica elettronica a livello nazionale e nella creazione dello Stony Brook Electronic Music Studio di cui oggi è la direttrice.